# سيزاري باكا
سيزاري باكا (بالبولندية: Cezary Baca)‏ هو لاعب كرة قدم بولندي في مركز الهجوم، ولد في 12 أبريل 1969 في أولشتين في بولندا. لعب مع نادي فآسا.